# Elecciones federales de Bélgica de 2010
Las elecciones federales de Bélgica de 2010 se celebraron el domingo 13 de junio de 2010 para renovar los 150 miembros de la Cámara de Representantes y los 40 del Senado. Fueron convocadas por la incapacidad de llegar a un acuerdo para la formación de gobierno a causa del conflicto por el distrito electoral Bruselas-Halle-Vilvoorde. El 22 de abril de 2010 Yves Leterme presentó su dimisión al rey Alberto II y el día 26 de abril, ante la imposibilidad de formar nuevo gobierno, se convocaron elecciones anticipadas. Los dos partidos con más votos fueron los nacionalistas y separatistas flamencos de la Nieuw-Vlaamse Alliantie y los socialistas francófonos. Las elecciones supusieron el descenso electoral del Vlaams Belang y los liberales flamencos.

## Resultados en la Cámara de Representantes
|                                           | Nueva Alianza Flamenca (N-VA)                         | 1,135,617 | *        | 17.40% | *      | 27  | +22 |
|                                           | Partido Socialista Valón (PS)                         | 894,543   | +169,756 | 13.71% | +2.85% | 26  | +6  |
|                                           | Partido de los Cristiano-Demócratas de Flandes (CD&V) | 707,986   | *        | 10.85% | *      | 17  | *   |
|                                           | Movimiento Reformador (MR)                            | 605,617   | −229,456 | 9.28%  | −3.23% | 18  | −5  |
|                                           | Partido Socialista-Diferente (flamenco) (sp.a)        | 602,867   | −81,523  | 9.24%  | −1.02% | 13  | −1  |
|                                           | Liberales y Demócratas Flamencos (Open VLD)           | 563,873   | −225,572 | 8.64%  | −3.19% | 13  | −5  |
|                                           | Interés Flamenco (VB)                                 | 506,697   | −293,147 | 7.76%  | −4.23% | 12  | −5  |
|                                           | Centro Democrático Humanista (CDH)                    | 360,441   | −43,636  | 5.53%  | −0.53% | 9   | −1  |
|                                           | Ecolo                                                 | 313,047   | −27,331  | 4.80%  | −0.30% | 8   | ±0  |
|                                           | Groen!                                                | 285,989   | +20,161  | 4.38%  | +0.40% | 5   | +1  |
|                                           | Lijst Dedecker                                        | 150,577   | −118,071 | 2.31%  | −1.72% | 1   | −4  |
|                                           | Partido Popular de Bélgica                            | 84,005    | —        | 1.29%  | +1.29% | 1   | +1  |
|                                           | Otros                                                 | 316,108   | —        | 4.84%  | —      | —   | —   |
| Total (participación 89.2%)               | Total (participación 89.2%)                           | 6,527,367 |          | 100%   |        | 150 |     |
| Fuente: Portal Federal - Elecciones 2010. |                                                       |           |          |        |        |     |     |

## Resultados en el Senado
|                                                    | Nueva Alianza Flamenca                         | 1,268,894 | *        | 19.61%  | *      | 9  | *  |
|                                                    | Partido Socialista (valón)                     | 880,828   | +202,016 | 13.62%  | +3.37% | 7  | +3 |
|                                                    | Partido de los Cristiano-Demócratas de Flandes | 646,371   | *        | 9.99%   | *      | 4  | *  |
|                                                    | Partido Socialista-Diferente (flamenco)        | 613,091   | −52,251  | 9.48%   | −0.54% | 4  | ±0 |
|                                                    | Movimiento Reformador                          | 599,618   | −216,137 | 9.27%   | +3.04% | 4  | −2 |
|                                                    | Liberales y Demócratas Flamencos               | 533,171   | −288,809 | 8.24%   | −4.16% | 4  | −1 |
|                                                    | Interés Flamenco                               | 491,519   | −296,263 | 7.60%   | −4.29% | 3  | −2 |
|                                                    | Ecolo                                          | 353,111   | −32,355  | 5.46%   | −0.36% | 2  | ±0 |
|                                                    | Centro Democrático Humanista                   | 331,870   | −58,982  | 5.13%   | −0.77% | 2  | ±0 |
|                                                    | Groen!                                         | 251,605   | +10,454  | 3.89%   | +0.25% | 1  | ±0 |
|                                                    | Lijst Dedecker                                 | 130,777   | −93,215  | 2.02%   | −1.36% | 0  | −1 |
|                                                    | Partido Popular de Bélgica                     | 98,858    | —        | 1.53%   | —      | 0  | —  |
|                                                    | Otros                                          | 264,591   | —        | 4.09%   | —      | —  | —  |
| Total (participación 89.2%)                        | Total (participación 89.2%)                    | 6,469,304 |          | 100.00% |        | 40 |    |
| Fuente: Portal Federal − Elecciones al Senado 2010 |                                                |           |          |         |        |    |    |

## Resultados comparativos con las elecciones de 2007 según división electoral territorial flamenca y valona
| Listas flamencas y resultados 2010/2007 en la C. Representantes | Listas flamencas y resultados 2010/2007 en la C. Representantes | Listas flamencas y resultados 2010/2007 en la C. Representantes | Listas flamencas y resultados 2010/2007 en la C. Representantes | Listas flamencas y resultados 2010/2007 en la C. Representantes | Listas flamencas y resultados 2010/2007 en la C. Representantes | Listas flamencas y resultados 2010/2007 en la C. Representantes | Listas flamencas y resultados 2010/2007 en la C. Representantes | Listas flamencas y resultados 2010/2007 en la C. Representantes | Listas flamencas y resultados 2010/2007 en la C. Representantes |
| Partido                                                         | Partido                                                         | 2010                                                            | 2010                                                            | 2010                                                            | 2007                                                            | 2007                                                            | diferencia                                                      | diferencia                                                      |                                                                 |
| Partido                                                         | Partido                                                         | porc%                                                           | votos                                                           | escaños                                                         | porc%                                                           | escaños                                                         | porc%                                                           | escaños                                                         |                                                                 |
| --------------------------------------------------------------- | --------------------------------------------------------------- | --------------------------------------------------------------- | --------------------------------------------------------------- | --------------------------------------------------------------- | --------------------------------------------------------------- | --------------------------------------------------------------- | --------------------------------------------------------------- | --------------------------------------------------------------- | --------------------------------------------------------------- |
|                                                                 | N-VA                                                            | 27,8                                                            | 1.135.617                                                       | 27                                                              | 29,6                                                            | 30                                                              | +15,5                                                           | +14                                                             |                                                                 |
|                                                                 | CD&V                                                            | 17,3                                                            | 707.986                                                         | 17                                                              | 29,6                                                            | 30                                                              | +15,5                                                           | +14                                                             |                                                                 |
|                                                                 | SP.A                                                            | 14,6                                                            | 602.867                                                         | 13                                                              | 16,3                                                            | 14                                                              | -1,7                                                            | -1                                                              |                                                                 |
|                                                                 | Open Vld                                                        | 13,6                                                            | 563.873                                                         | 13                                                              | 18,8                                                            | 18                                                              | -5,2                                                            | -5                                                              |                                                                 |
|                                                                 | VB                                                              | 12,3                                                            | 506.697                                                         | 12                                                              | 19,0                                                            | 17                                                              | -6,7                                                            | -5                                                              |                                                                 |
|                                                                 | Groen!                                                          | 6,9                                                             | 285.989                                                         | 5                                                               | 6,3                                                             | 4                                                               | +0,6                                                            | +1                                                              |                                                                 |
|                                                                 | LDD                                                             | 3,7                                                             | 150.577                                                         | 1                                                               | 6,5                                                             | 5                                                               | -2,8                                                            | -4                                                              |                                                                 |
|                                                                 | Otros                                                           | 3,8                                                             | 69.174                                                          | 0                                                               | 1,8                                                             | 0                                                               | +2,0                                                            | =                                                               |                                                                 |
| Total                                                           | Total                                                           | 100,0                                                           | 4.022.780                                                       | 88                                                              | 100,0                                                           | 88                                                              | 0,0                                                             | =                                                               |                                                                 |
| Listas valonas y resultados 2010/2007 en la C. Representantes   |                                                                 |                                                                 |                                                                 |                                                                 |                                                                 |                                                                 |                                                                 |                                                                 |                                                                 |
| Partido                                                         | Partido                                                         | 2010                                                            | 2010                                                            | 2010                                                            | 2007                                                            | 2007                                                            | diferencia                                                      | diferencia                                                      |                                                                 |
| Partido                                                         | Partido                                                         | porc%                                                           | votos                                                           | escaños                                                         | porc%                                                           | escaños                                                         | porc%                                                           | escaños                                                         |                                                                 |
|                                                                 | PS                                                              | 37,6                                                            | 894.543                                                         | 26                                                              | 29,5                                                            | 20                                                              | +8,1                                                            | +6                                                              |                                                                 |
|                                                                 | MR                                                              | 22,2                                                            | 605.617                                                         | 18                                                              | 31,2                                                            | 23                                                              | -9,0                                                            | -5                                                              |                                                                 |
|                                                                 | CDH                                                             | 14,6                                                            | 360.441                                                         | 9                                                               | 15,8                                                            | 10                                                              | -1,2                                                            | -1                                                              |                                                                 |
|                                                                 | Ecolo                                                           | 12,3                                                            | 313.047                                                         | 8                                                               | 12,8                                                            | 8                                                               | -0,5                                                            | =                                                               |                                                                 |
|                                                                 | PP                                                              | 3,1                                                             | 84.005                                                          | 1                                                               | n.v.t.                                                          | n.v.t.                                                          | +3,1                                                            | +1                                                              |                                                                 |
|                                                                 | FN                                                              | 1,4                                                             | 28.115                                                          | 0                                                               | 5,6                                                             | 1                                                               | -4,2                                                            | -1                                                              |                                                                 |
|                                                                 | Otros                                                           | 8,8                                                             | 213.343                                                         | 0                                                               | 5,1                                                             | 0                                                               | +3,7                                                            | =                                                               |                                                                 |
| Total                                                           | Total                                                           | 100,0                                                           | 2.499.111                                                       | 62                                                              | 100,0                                                           | 62                                                              | 0,0                                                             | =                                                               |                                                                 |
| vàlidos                                                         | vàlidos                                                         | vàlidos                                                         | 6.527.367                                                       |                                                                 |                                                                 |                                                                 |                                                                 |                                                                 |                                                                 |
| blancos & nulos                                                 | blancos & nulos                                                 | blancos & nulos                                                 | 402.488                                                         |                                                                 |                                                                 |                                                                 |                                                                 |                                                                 |                                                                 |
| Votos emitidos                                                  | Votos emitidos                                                  | Votos emitidos                                                  | 6.929.855                                                       |                                                                 |                                                                 |                                                                 |                                                                 |                                                                 |                                                                 |
| Votantes                                                        | Votantes                                                        | Votantes                                                        | 7.767.552                                                       | 150                                                             |                                                                 |                                                                 |                                                                 |                                                                 |                                                                 |

| Listas flamencas y resultados 2010/2007 al Senado | Listas flamencas y resultados 2010/2007 al Senado | Listas flamencas y resultados 2010/2007 al Senado | Listas flamencas y resultados 2010/2007 al Senado | Listas flamencas y resultados 2010/2007 al Senado | Listas flamencas y resultados 2010/2007 al Senado | Listas flamencas y resultados 2010/2007 al Senado | Listas flamencas y resultados 2010/2007 al Senado | Listas flamencas y resultados 2010/2007 al Senado | Listas flamencas y resultados 2010/2007 al Senado |
| Partido                                           | Partido                                           | 2010                                              | 2010                                              | 2010                                              | 2007                                              | 2007                                              | diferencia                                        | diferencia                                        |                                                   |
| Partido                                           | Partido                                           | porc%                                             | votos                                             | escaños                                           | porc%                                             | escaños                                           | porc%                                             | escaños                                           |                                                   |
| ------------------------------------------------- | ------------------------------------------------- | ------------------------------------------------- | ------------------------------------------------- | ------------------------------------------------- | ------------------------------------------------- | ------------------------------------------------- | ------------------------------------------------- | ------------------------------------------------- | ------------------------------------------------- |
|                                                   | N-VA                                              | 31,69                                             | 1.268.894                                         | 9                                                 | 31,4                                              | 9                                                 | +16,44                                            | +4                                                |                                                   |
|                                                   | CD&V                                              | 16,15                                             | 646.371                                           | 4                                                 | 31,4                                              | 9                                                 | +16,44                                            | +4                                                |                                                   |
|                                                   | SP.A                                              | 15,31                                             | 613.091                                           | 4                                                 | 16,2                                              | 4                                                 | -0,89                                             | =                                                 |                                                   |
|                                                   | Open Vld                                          | 13,32                                             | 533.171                                           | 4                                                 | 20,0                                              | 5                                                 | -6,68                                             | -1                                                |                                                   |
|                                                   | VB                                                | 12,28                                             | 491.519                                           | 3                                                 | 19,2                                              | 5                                                 | -6,92                                             | -2                                                |                                                   |
|                                                   | Groen!                                            | 6,28                                              | 251.605                                           | 1                                                 | 5,9                                               | 1                                                 | +0,38                                             | =                                                 |                                                   |
|                                                   | LDD                                               | 3,27                                              | 130.777                                           | 0                                                 | 5,5                                               | 1                                                 | -2,23                                             | -1                                                |                                                   |
|                                                   | Otros                                             | 1,71                                              | 68093                                             | 0                                                 | 1,8                                               | 0                                                 | -0,1                                              | =                                                 |                                                   |
| Total                                             | Total                                             | 100,0                                             | 4.003.521                                         | 25                                                | 100,0                                             | 25                                                | 0,0                                               | =                                                 |                                                   |
| Listas valonas y resultados 2010/2007 al Senado   |                                                   |                                                   |                                                   |                                                   |                                                   |                                                   |                                                   |                                                   |                                                   |
| Partido                                           | Partido                                           | 2010                                              | 2010                                              | 2010                                              | 2007                                              | 2007                                              | diferència                                        | diferència                                        |                                                   |
| Partido                                           | Partido                                           | porc%                                             | votos                                             | escaños                                           | porc%                                             | escaños                                           | porc%                                             | escaños                                           |                                                   |
|                                                   | PS                                                | 35,72                                             | 880.828                                           | 7                                                 | 26,8                                              | 4                                                 | +8,92                                             | +3                                                |                                                   |
|                                                   | MR                                                | 24,32                                             | 599.618                                           | 4                                                 | 32,3                                              | 6                                                 | -7,98                                             | -2                                                |                                                   |
|                                                   | Ecolo                                             | 14,32                                             | 353.111                                           | 2                                                 | 15,2                                              | 2                                                 | -0,88                                             | =                                                 |                                                   |
|                                                   | CDH                                               | 13,46                                             | 331.870                                           | 2                                                 | 15,5                                              | 2                                                 | -2,04                                             | =                                                 |                                                   |
|                                                   | PP                                                | 4,01                                              | 98.858                                            | 0                                                 | n.v.t.                                            | n.v.t.                                            | +4,01                                             | =                                                 |                                                   |
|                                                   | Otros                                             | 7,54                                              | 186.036                                           | 0                                                 | 4,2                                               | 0                                                 | +3,34                                             | =                                                 |                                                   |
|                                                   | FN                                                | no presenta lista                                 | no presenta lista                                 | no presenta lista                                 | 6,0                                               | 1                                                 | -6,0                                              | -1                                                |                                                   |
| Total                                             | Total                                             | 100,0                                             | 2.465.783                                         | 15                                                | 100,0                                             | 15                                                | 0,0                                               | =                                                 |                                                   |
| válidos                                           | válidos                                           | válidos                                           | 6.469.304                                         |                                                   |                                                   |                                                   |                                                   |                                                   |                                                   |
| blancos & nulos                                   | blancos & nulos                                   | blancos & nulos                                   | 460.365                                           |                                                   |                                                   |                                                   |                                                   |                                                   |                                                   |
| Votos emitidos                                    | Votos emitidos                                    | Votos emitidos                                    | 6.929.669                                         |                                                   |                                                   |                                                   |                                                   |                                                   |                                                   |
| Votantes                                          | Votantes                                          | Votantes                                          | 7.767.552                                         | 40                                                |                                                   |                                                   |                                                   |                                                   |                                                   |

## Formación de gobierno
Después de los comicios celebrados el 13 de junio de 2010 se inició la tarea de formación del nuevo gobierno belga. Una labor complicada tras la entrada de once fuerzas políticas en la Cámara de Diputados, lo que provocó que existiera una fragmentación política importante puesto que ningún partido logró tener más del 20% de los 150 escaños en juego. La Nueva Alianza Flamenca, partido separatista flamenco, fue la formación con más parlamentarios (27), seguida por el Partido Socialista de Valonia (26), y el Cristiano Demócrata de Flandes (17). La victoria de los nacionalistas flamencos fue visto como un posible impedimento para lograr un acuerdo de gobierno en un corto plazo.
El nacionalista flamenco Bart De Wever, líder del partido con más escaños en la Cámara de Diputados, declaró que buscaría lograr un acuerdo ejecutivo con los socialistas valones. Sin embargo, el Rey de los belgas, Alberto II, designó a Elio Di Rupo, socialista valón, como encargado de formar gobierno debido a que los partidos de corte socialista (PS y SP.A) eran lo que tenían más legisladores (39), además de la falta de una contraparte política valona de la Nueva Alianza Flamenca.
No obstante, Alberto II designó a De Wever como informateur, es decir, el encargado de las negociaciones para formar gobierno, considerando que su partido había sido el más votado y por lo tanto debía integrarse en el gobierno.

### Di Rupo como encargado de negociar un nuevo gobierno

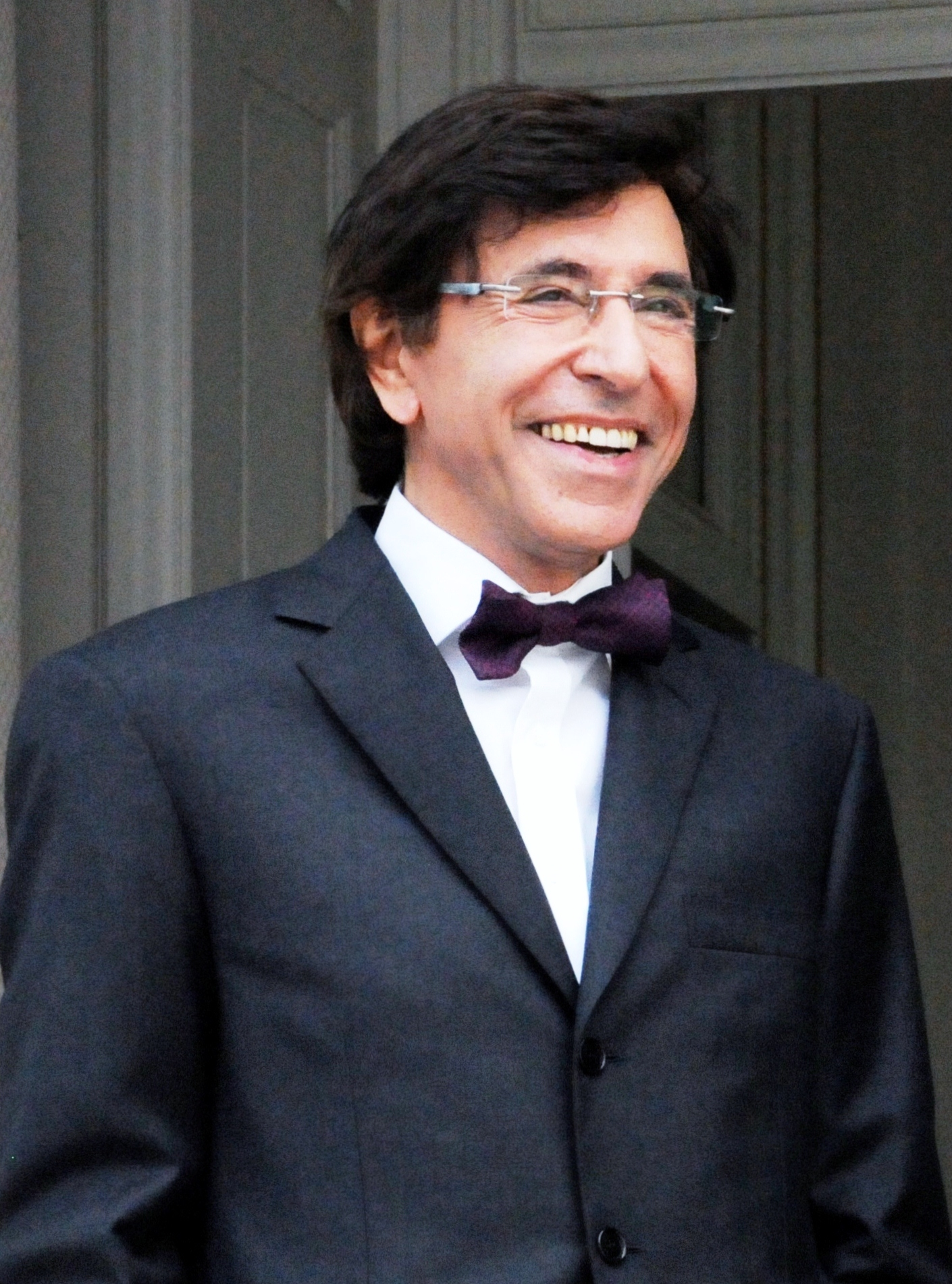
Elio Di Rupo

El 8 de julio, De Wever informó al Rey que no era posible formar un gobierno por "no haber suficientes acuerdos sobre las cuestiones clave", por lo tanto, fue relevado de su función por el monarca. Al día siguiente, se nombró a Di Rupo como pre-formateur, una nueva posición que reforzaba la idea de temporalidad en la espera de un nuevo candidato a primer ministro.
En un principio se especulaba que Di Rupo pactaría un gobierno con N-VA, CD&V y el SP.A, orientado a satisfacer las demandas de los flamencos. Sin embargo, posteriormente, el socialista fue ampliando los contactos a todas las fuerzas políticas con representación importante para buscar un "enfoque dual", es decir, dos perspectivas diferentes que ayudaran a lograr los dos tercios necesarios (100 diputados) para aprobar todas las reformas institucionales necesarias para destrabar las negociaciones de formación de gobierno, especialmente la cuestión de Bruselas-Halle-Vilvoorde.
No obstante, el socialista no logró ningún acuerdo debido a la falta de un consenso suficiente para tirar adelante las propuestas. Los partidos flamencos N-VA y CD&V acusaron a los valones de avanzar lentamente en las discusiones respectivas a la concesión de derechos para la región flamenca. El 29 de agosto, Di Rupo presentó una tentativa de renuncia ante el Rey por considerar que no había suficiente esfuerzo desde las fuerzas políticas de Flandes para el acuerdo, sin embargo, la dimisión fue rechazada por el monarca que solicitó al encargado que continuara con sus intentos de formar gobierno. El 30 de agosto, se reveló que la negociación estaba en un "punto muerto", aunque había avances en cuestiones como el control regional de ingresos y gastos, existían divergencias respecto a la cuestión de la circunscripción electoral y el financiamiento en la región de la capital. Tras esto, Di Rupo presentó su renuncia el 3 de septiembre.

### La etapa de los mediadores
Después de la renuncia del socialista Di Rupo, Alberto II nombró a dos mediadores que se encargarían de negociar con las fuerzas políticas, se trataba de Danny Pieters, senador de la Nueva Alianza Flamenca y Presidente del Senado, junto con André Flahaut, del Partido Socialista Valón y Presidente de la Cámara de Representantes.
En un principio los trabajos avanzaron de manera adecuada, el PS y la N-VA participaron en una mesa de trabajo junto con otros cinco partidos. Sin embargo, las tensiones salieron a la luz pronto con acusaciones mutuas de no trabajar lo suficiente para establecer un gobierno. El 4 de octubre, los nacionalistas flamencos abandonaron las negociaciones por considerar que los partidos valones no habían hecho lo suficiente para salvar las negociaciones. Al día siguiente, Alberto II despidió a los dos mediadores.
El 8 de octubre, el Rey de los belgas nombró a De Wever como clarificador, es decir, un encargado de crear puntos de convergencia entre los partidos implicados en un plazo no mayor a 10 días. El 17 de octubre se presentó la primera propuesta de gobierno formal, sin embargo fue rechazada por los tres partidos francófonos: PS, CDH y Ecolo.

### La etapa de Vande Lanotte como mediador
El 21 de octubre, Alberto II llamó a Johan Vande Lanotte, expresidente del Partido Socialista-Diferente de Flandes, para que fuera el nuevo mediador encargado de lograr un acuerdo de gobierno, simultáneamente el monarca solicitó a Yves Leterme que continuara presidiendo el gobierno en funciones. Como resultado de la parálisis gubernamental, el país no tuvo presupuestos generales para el 2011, por lo que el estado federal siguió funcionando con prórrogas de los presupuestos emitidos en 2010, hasta que el día 10 de enero de 2011, el rey de los belgas solicitó a Leterme la elaboración de unos presupuestos para el nuevo año para tranquilizar a los mercados financieros preocupados por el déficit presupuestario que sufría el país. Durante ese periodo, en concreto en las Navidades de 2010, Bélgica rompió su récord de tiempo sin gobierno, al superar los 195 días, que se habían establecido en el año 2007.

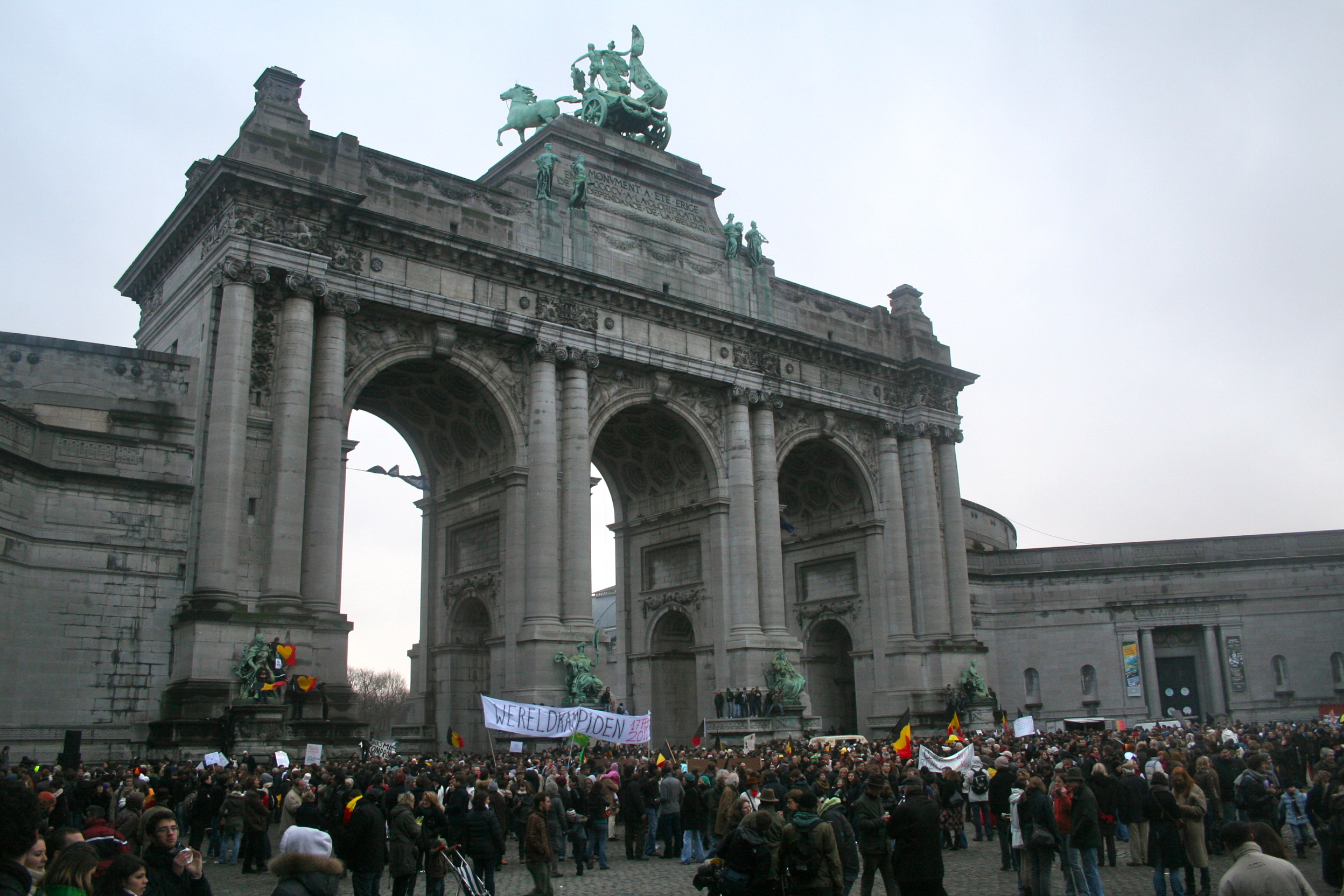
Manifestación para exigir la formación de gobierno en Bélgica. Bruselas, enero de 2011.

El 3 de enero del 2011, Vande Lanotte envió una propuesta escrita a los dirigentes de los siete partidos con mayor representación política, se trataba de un documento de 60 páginas repartidas en cinco capítulos:
- Regeneración política (reforma del Senado, elecciones concurrentes cada cinco años).
- Transferencia de varias competencias a las regiones.
- Bruselas (reforma interna de pequeñas dimensiones, eliminación de la figura de gobernador).
- División de la circunscripción de Bruselas-Halle-Vilvoorde.
- Ley de financiación (transferencia de impuestos a las regiones).

La propuesta recibió respuestas al día siguiente, los partidos flamencos se mostraron reservados ante el ofrecimiento, mientras que las formaciones valonas tuvieron una reacción tibia. Finalmente cinco de los siete partidos aceptaron el acuerdo, sin embargo, las dos fuerzas más importantes (N-VA y PS) rechazaron formar parte del nuevo pacto. El 6 de enero Vande Lanotte presentó su renuncia como mediador, siendo rechazada por Alberto II, quien consideró que Di Rupo y De Wever debían colaborar con el mediador para establecer una especie de triunvirato encargado de gestionar la formación de un nuevo gobierno.
El 23 de enero, una manifestación de unas 30 mil personas recorrió las calles de Bruselas para exigir la formación inmediata de gobierno que en esos momentos era imposible, puesto que los nacionalistas flamencos buscaban una mayor autonomía que incluso planteaba la posibilidad de crear Confederación entre Flandes, Valonia y la Región de Bruselas, mientras que los valones trataban de preservar la configuración territorial del estado belga y únicamente aceptarían concesiones de financiación.
El 26 de enero, Vande Lanotte presentó su renuncia como mediador por considerar que el "triunvirato" con la N-VA y el PS no había funcionado de manera adecuada a los intereses de su creación, en esta ocasión el Rey aceptó relevarlo del cargo.

### Periodo de transición
El 2 de febrero, Alberto II nombró a Didier Reynders, ministro de finanzas, como nuevo informateur, en esa fecha se cumplieron 234 días sin gobierno formal, por lo que la tarea principal de Reynders era la de destrabar las negociaciones en un periodo de dos semanas. El 16 de febrero, el ministro de finanzas entregó su primer informe al Rey de los belgas, quien le encomendó extender su labor hasta el 1 de marzo. El 18 de febrero, Bélgica superó a Irak como el segundo país con más tiempo sin formar un gobierno formal tras acumular 250 días con un encargado en funciones, la nación asiática llegó a los 249 en 2009.
El 2 de marzo se nombró a un nuevo encargado de formar gobierno, el séptimo en menos de un año, se trató de Wouter Beke líder del Partido de los Cristiano-Demócratas de Flandes, quien debía buscar puntos acuerdo para una reforma federal. El cristiano demócrata presentó su renuncia el 12 de mayo tras haber fracaso en su intento de lograr acuerdos.

### Di Rupo, nuevoformateur
El 16 de mayo, Alberto II nombró a Elio Di Rupo como nuevo encargado de formar gobierno. El 1 de junio, Bélgica se convirtió en la nación con más tiempo sin tener un gobierno formal al alcanzar los 354 días sin ejecutivo, el récord lo había ostentado Camboya, que pasó 353 días sin lograr la formación de un gobierno entre los años 2003 y 2004. El 13 de junio se cumplió un año desde la celebración de las elecciones federales.
La primera propuesta del socialista valón fue presentada el 5 de julio, dos días después los nacionalistas flamencos rechazaron el ofrecimiento, lo que llevó a la posibilidad de llamar a un mediador internacional. El día 9, Di Rupo presentó su dimisión, sin embargo fue rechazada por el Rey de los belgas al considerar que el socialista debía tomar unos días de reflexión tomando en cuenta la situación del país.
La nueva amenaza de renuncia del encargado de formar gobierno llevó a la prensa del país a considerar la posibilidad de la celebración de unas nuevas elecciones, algo que se quería evitar ante el temor de una radicalización mayor del panorama político belga, el cual ya se encontraba en un ambiente de crispación por las declaraciones de los partidos valones, que acusaban a los nacionalistas flamencos de tener la intención de "dinamitar el país".

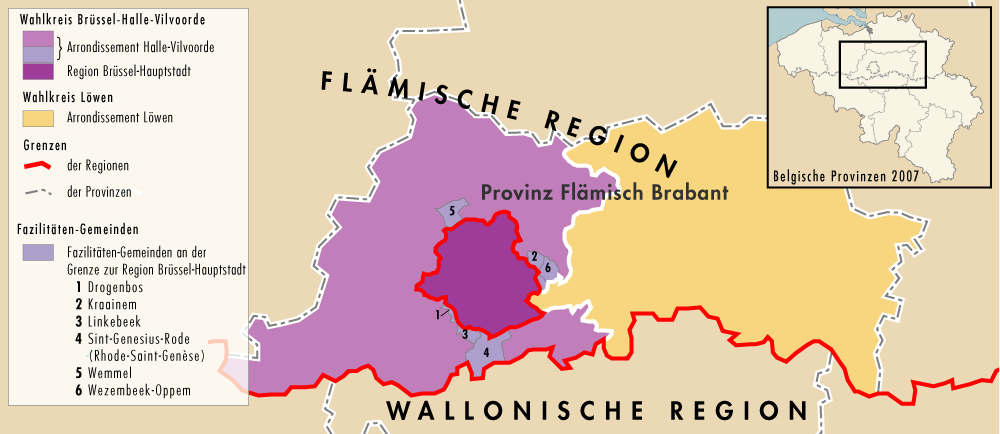
Circunscripciones electorales de Bruselas-Halle-Vilvoorde (tonos morados) y Lovaina (naranja).

El 15 de julio se retomaron las negociaciones, el nuevo marco de charlas excluyó a la Nueva Alianza Flamenca que fue sustituida por los Cristiano Demócratas Flamencos como representante de Flandes, los conservadores flamencos habían asegurado que no entraría en un ejecutivo que incluyera a la N-VA, por lo que aceptaron entablar conversaciones para destrabar el conflicto al no estar presentes los independentistas.
El 6 de septiembre, Di Rupo anunció que había modificado su plan de reformas para lograr un acuerdo de gobierno, este documento fue visto como la última oportunidad de concretar un pacto de investidura, ya que en caso de fallar se convocarían nuevas elecciones.
Uno de los puntos de divergencia era la circunscripción de Bruselas-Halle-Vilvoorde, la cual era considerada por los nacionalistas flamencos como un punto de "facilidades lingüísticas" debido a la situación geopolítica de la región, en la cual 35 municipios considerados de lengua flamenca eran objeto de facilidades para la población francófona, lo que afectaba a los resultados electorales por favorecer a los partidos valones en territorios considerados como flamencos. Finalmente, el 14 de septiembre de 2011 se acordó modificar la circunscripción, 29 municipios pasaron a la Circunscripción de Lovaina, mientras que seis continuaron en la misma demarcación territorial.

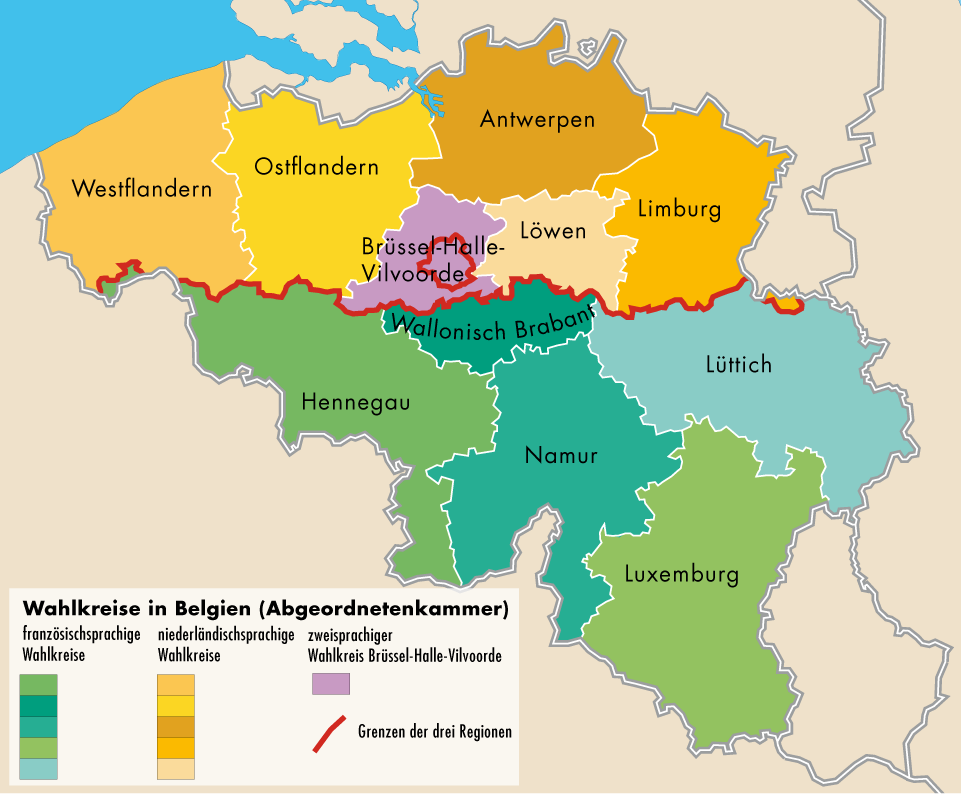
Circunscripciones electorales de Bélgica. La línea roja separa las regiones de Flandes y Valonia. Todas las demarcaciones electorales coinciden con provincias, excepto BHV y Lovaina, que pertenece al Brabante Flamenco.

El acuerdo sobre Bruselas dio indicios de la llegada a un posible pacto de investidura, puesto que ayudó a destrabar otros puntos de conflicto como las leyes de financiación o los estatutos de competencia de poder de las tres regiones del país.
El 7 de octubre se acordaron los detalles finales para un acuerdo de investidura, el cual fue aprobado por la Cámara de Representantes al día siguiente, tras haber pasado 482 días sin un gobierno formal. La Reforma Federal fue aprobada con el apoyo de los partidos Socialista-Diferente, los Liberales y Demócratas Flamencos, los Cristiano Demócratas de Flandes, Groen, Socialista de Valonia, Movimiento Reformador y el Centro Democrático Humanista. Sin embargo, este acuerdo no significó la formación de un gobierno pero sí el final de la crisis política.

### Acuerdo de Reforma Federal
El 11 de octubre se dieron a conocer a los medios de comunicación los detalles formales de la Reforma Federal, conocida como la Sexta Reforma del Estado Belga. Los puntos más importantes fueron los siguientes:
- División política y judicial del distrito de Bruselas-Halle-Vilvoorde.
- Transferencia de 17 mil millones de euros de la administración federal a las comunidades y regiones del país.
- Modificación del Senado de Bélgica, que dejaría de ser electo por voto popular y pasaría a ser una cámara de representación de los parlamentos regionales.
- Revisión del estatuto de la Región de Bruselas-Capital.
- Concurrencia de elecciones federales y regionales, a partir de 2014 cada cinco años coincidiendo con la fecha de las elecciones europeas.

### Conversaciones finales
El 21 de noviembre, Di Rupo, considerado como primer ministro no oficial, presentó una propuesta fiscal de cara a los Presupuestos de 2012, las medidas buscaban ahorrar u obtener 11 mil 300 millones de euros para alcanzar los objetivos de déficit de 2012, por lo que se propuso una mezcla de recortes de presupuesto y nuevos impuestos. Los partidos Socialistas y el Cristiano Demócrata la aceptaron, sin embargo, los liberales se opusieron. El socialista volvió a presentar al Rey su dimisión como encargado de formar gobierno, sin embargo, Alberto II dejó en suspenso el aceptar o rechazar la dimisión y solicitó al político que continuara con los esfuerzos en busca de un acuerdo y otorgó unos días para considerar la decisión.
El 26 de noviembre la calificadora Standard & Poor's rebajó la nota de crédito del país de AA+ a AA por considerar que el gobierno interino no tenía la suficiente autoridad para implementar reformas fiscales y estructurales profundas, este hecho provocó que los partidos involucrados en la formación de gobierno llegaran a un acuerdo para los presupuestos de 2012, 2013 y 2014, el cual incluía reformas estructurales, laborales y de pensiones con las cuales se recortaría el gasto público y se lograrían obtener 11 mil millones de euros mediante el aumento de impuestos.
El 30 de noviembre se perfilaron los detalles para un pacto de investidura que fue formalizado el 5 de diciembre con un acuerdo entre seis partidos, una coalición entre los partidos socialistas, democristianos y liberales de Valonia y Flandes, es decir el PS, S.PA, CD&V, CDH, Open VLD y MR.

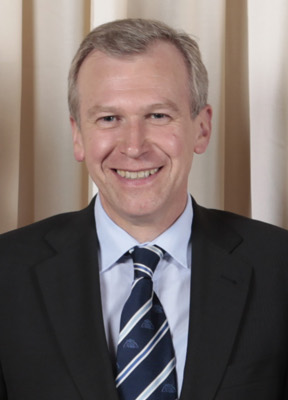
Yves Leterme. Primer ministro en funciones entre abril de 2010 y diciembre de 2011

El día 6 Elio Di Rupo fue nombrado primer ministro por el Rey Alberto II, después de que el país pasara 589 días sin un gobierno formal. El nuevo ejecutivo contó con 12 ministros: seis valones y seis flamencos. Di Rupo fue el primer francófono en ocupar el cargo desde 1979 y el primer socialista desde 1974.

### El gobierno en funciones
El 23 de abril de 2010, el entonces primer ministro Yves Leterme presentó su dimisión apenas tres meses después de haber ocupado el cargo, luego de relevar a Herman van Rompuy, la dimisión se produjo como consecuencia de las tensiones entre los políticos flamencos y valones. El día 27, Alberto II aceptó su renuncia pese a sus reticencias debido a que el país se convertiría en el Presidente Rotativo del Consejo de la Unión Europea en julio. Se convocaron elecciones para el día 13 de junio.
Debido a la falta de acuerdo tras las elecciones, Leterme fue nombrado primer ministro en funciones, cargo que mantuvo hasta diciembre de 2011, durante ese periodo, la administración federal belga estuvo en una situación de mínimos debido a la parálisis parlamentaria, por lo que tuvo que funcionar con presupuestos limitados y a no poder emprender grandes acciones en una época marcada por la crisis económica, su función se centró exclusivamente en continuar con las políticas implementadas durante el gobierno que ejerció entre 2007 y 2010 o a tomar medidas de urgencia.
Contrario a lo que se puede pensar en un país con falta de gobierno. Varios de los indicadores económicos del país tuvieron una mejora durante los 589 días sin un ejecutivo formal, por lo que se considera que el gabinete en funciones tuvo logros mientras la mayoría de los estados europeos se encontraban en plena Gran Recesión, se considera que esto sucedió como consecuencia de la imposibilidad de realizar medidas de austeridad de gran calado por la paralización del país.
Entre abril de 2010 y diciembre de 2011, el gobierno en funciones del país ejerció la Presidencia del Consejo de la Unión Europea, participó en una intervención militar en Libia e incluso logró reducir el Déficit presupuestario. En el mismo periodo el Producto interno bruto de Bélgica tuvo un crecimiento del 2% mientras la gran mayoría de los países sufrían contracciones en su economía. Además se registró un descenso en los índices de paro, el país subió seis puestos en el índice de países con menor corrupción y se registró una subida en el salario mínimo.
De forma irónica se llegó a decir que Bélgica había demostrado al mundo "una nueva forma de democracia", pues los acontecimientos económicos y políticos desarrollados en el país combatieron la idea de la necesidad de un gobierno en pleno funcionamiento para el desarrollo adecuado de un estado.
Aun así, para el final del gobierno en funciones, las distintas empresas calificadoras y organismos económicos mostraban preocupación por el futuro económico del país, pues debía hacer esfuerzos para recortar gastos y obtener ingresos con el objetivo de combatir el déficit.
Según la diputada socialista Yasmina Kherbache, el país funcionó adecuadamente gracias a su nivel de descentralización política, lo que permitió que muchas de las funciones de gobierno fueran realizadas por los gobiernos regionales, además el Parlamento continuaba tomando decisiones y el gobierno en funciones se encargaba de implementarlas.
También se aduce al papel ejercido por el Rey de los belgas, Alberto II, quien fungió como garante de la unidad nacional y mediador en un momento en que los políticos flamencos y valones no lograban entenderse, se considera que la presencia del monarca durante las negociaciones permitió que la población sintiera confianza sobre el futuro del país, lo que lo llevó a ser considerado como la persona del año en Bélgica en 2011.

### Propuestas para la partición de Bélgica

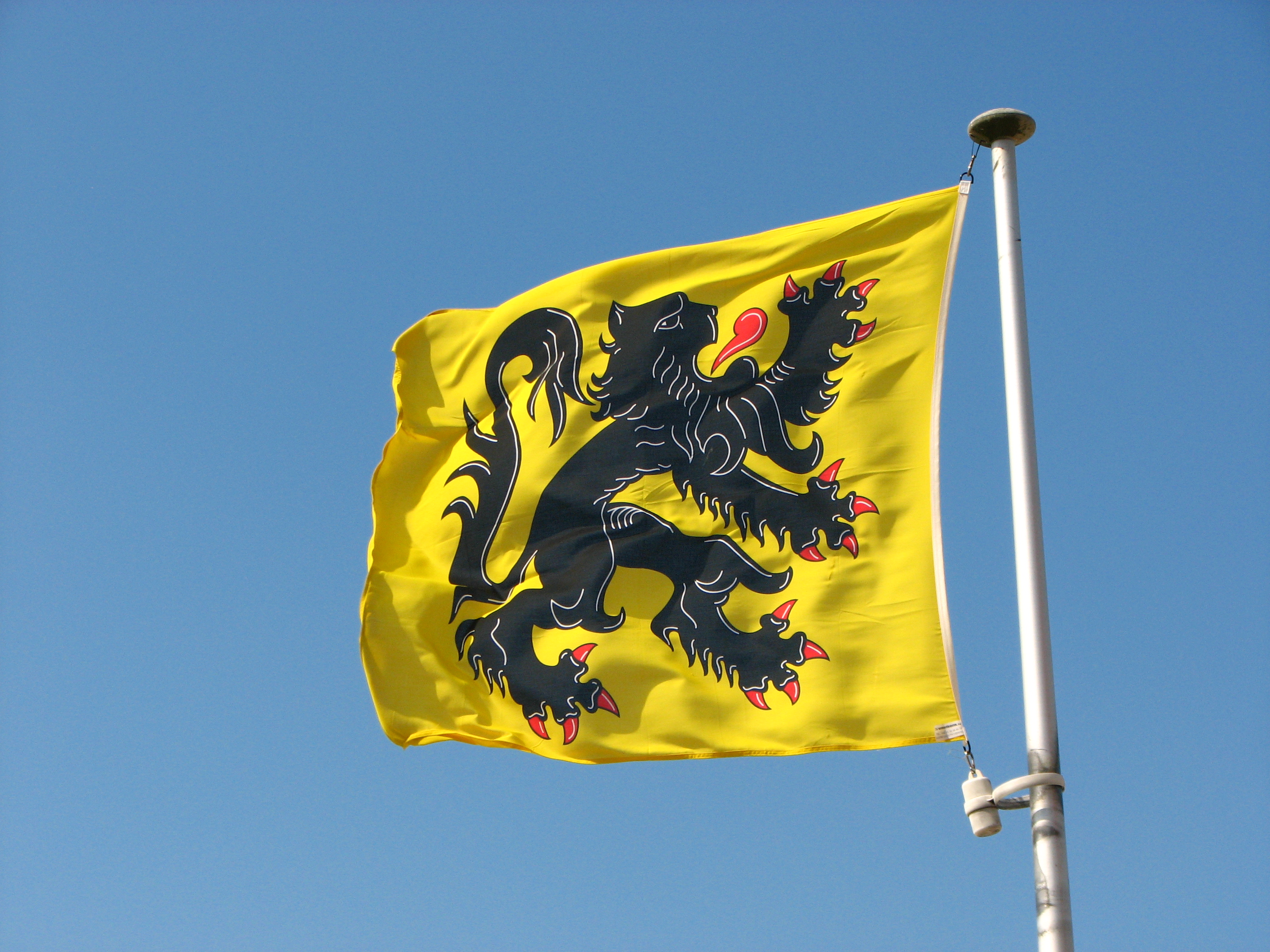
Bandera de Flandes

Durante la crisis de falta de gobierno, algunos partidos políticos y organizaciones sociales lograron a poner en la mesa la idea de una partición del país en dos estados para solucionar los problemas, la iniciativa procedió desde sectores flamencos y valones. La idea tomó fuerza debido a las diferencias entre las dos regiones federales de Bélgica: un Flandes conservador y de habla holandesa ante una Valonia progresistas y francófona, e incluso algunos funcionarios como la entonces vice primera ministra en funciones, Laurette Onkelinx, veían como inevitable "el fin de Bélgica".
El 16 de diciembre de 2010, Bart De Wever, líder de la Nueva Alianza Flamenca declaró a la revista alemana Der Spiegel que "Bélgica no tiene (tenía) futuro" proponiendo la creación de dos estados como una posible solución al problema, la entrevista causó polémica en el país al considerarse como una exageración. El independentismo flamenco siempre ha sido una opción política fuerte dentro del equilibrio político que ha caracterizado al Estado Belga, por lo que sería más probable una independencia de Flandes antes que la desintegración de Bélgica, de hecho, el programa de la N-VA propugnaba la separación de la región. Contrario a las apariencias arrojadas por los resultados de las elecciones, únicamente un 22% de la población flamenca se mostraba favorable a la independencia y un 79% no querían la desintegración del estado belga, en el caso de los votantes de la N-VA las cifras subían a un 39 vs 61% de los encuestados.
A finales de julio de 2011, los líderes del partido Rassemblement Wallonie France (RWF) (en español Reagrupamiento Valonia-Francia) de ideología nacionalista valona y rattachista se reunieron con dirigentes de los partidos franceses Unión por un Movimiento Popular, que en ese entonces gobernaba el país con Nicolas Sarkozy, y el Partido Socialista, con miras a una posible integración de Valonia dentro de Francia para convertirse en la 28.ª región francesa, en caso de una supuesta separación con Flandes. No obstante, el apoyo del RWF era bastante minoritario, pues únicamente había obtenido el 1% de los votos en las elecciones regionales de 2004.
Sin embargo, en la región valona la idea de una integración dentro de la República Francesa no ha sido muy popular, en 2011 alrededor del 60% del electorado se oponía y únicamente un 32% se mostró favorable a esa posibilidad. Mientras que el 64% de los encuestados creían que Bélgica no desaparecería como estado como consecuencia de las elecciones. Desde la perspectiva francesa, la situación era totalmente distinta, un 66% de los encuestados en el país galo apoyaban la posibilidad de acoger a los valones como un integrante más del territorio nacional. Incluso algunos miembros del gobierno federal belga, que estaba en funciones, como el entonces ministro de Energía, Paul Magnette, consideró que en caso de una desintegración de Bélgica, sería más viable que Valonia se integrase al territorio de Alemania antes que pasar a formar parte de Francia.

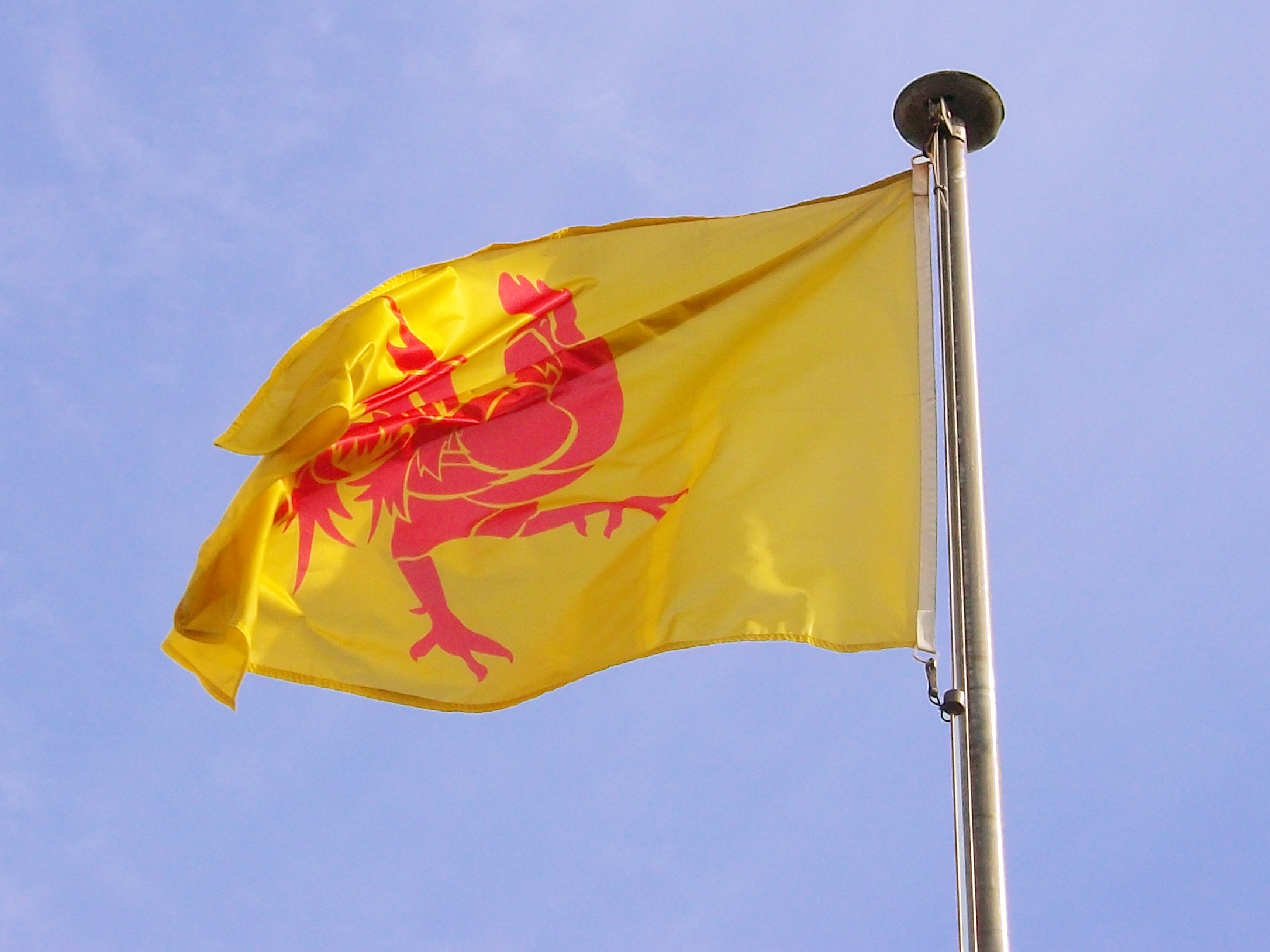
Bandera de Valonia

Mientras, que la opción de un estado valón no ha sido considerada como viable por los nacionalistas, quienes consideran no tener el suficiente poder económico para una supervivencia sin Flandes, algunas estimaciones apuntan a una caída del poder adquisitivo de la población de Valonia que oscilaría entre un 13 y un 25% en caso de secesión flamenca, además de un descenso del 20% en la economía del Estado Belga, por lo que se vería como una opción más viable la oferta rattachista, es decir, el irredentismo francés.
Al ser una federación de tres regiones, uno de los papeles más importantes lo tiene la región de Bruselas, que es considerada por algunos como el punto que mantiene la unidad entre flamencos y valones. La situación de Bruselas fue una de las cuestiones que dificultó la formación de gobierno en Bélgica, debido a su situación como ciudad bilingüe que absorbía parte del territorio flamenco restando representatividad a la región, lo que ha llevado a que la ciudad sea vista como "el hijo que mantiene al matrimonio" o como "el padre que vigila a los hermanos". En caso de una separación de Flandes, Bruselas era tomada en cuenta con dos posibilidades: la más habitual era integrarse junto a Valonia dentro del territorio francés, mientras que la segunda planteaba la creación de una ciudad-estado independiente regida por la Unión Europea, al ser el lugar donde reside el organismo europeo.

Comunidades:
Comunidad flamenca
Oficialmente bilingüe
Comunidad francófona
Comunidad germanoparlante

Respecto al caso Bruselas, en una encuesta de 2013 sobre una separación de Flandes, el 66% de los encuestados residentes en la capital preferirían la creación de una ciudad-estado; un 26% apoyaban la unión con Valonia; y únicamente un 6% se inclinaron por la integración de la ciudad dentro de Flandes. Sin embargo, dos tercios de los entrevistados creían que el país continuaría.
La última opción fue un reparto del territorio belga entre Holanda y Francia. La idea fue mencionada por primera vez en mayo de 2008 por el diputado ultraderechista holandés, Geert Wilders, quien propuso fusionar su país y Flandes para crear un territorio conocido la Gran Nederlandia, la idea se casaba con lo propuesto por los nacionalistas valones y su irredentismo francés, mientras que en territorio flamenco únicamente el Vlaams Belang apoyaba la idea.
La idea de una desintegración del Estado Belga fue producto de una parálisis de las negociaciones entre las fuerzas parlamentarias para formar un gobierno federal y no una idea entre la población.